# Hans Bandel

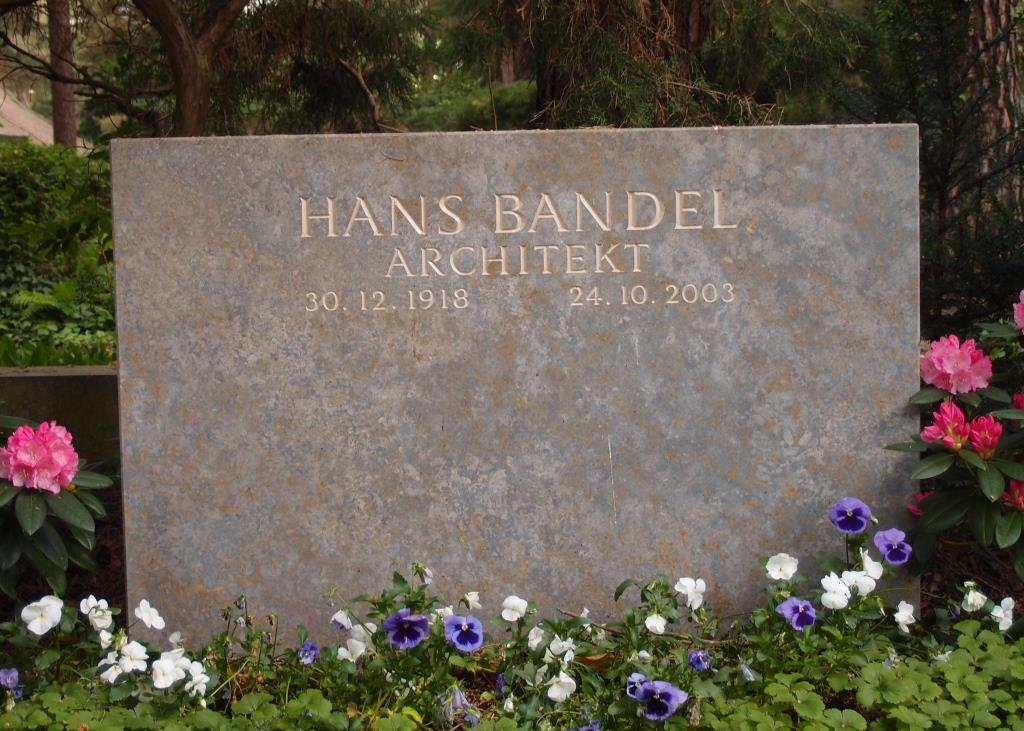
Grab von Hans Bandel auf dem Waldfriedhof Dahlem in Berlin

Hans Bandel (* 30. Dezember 1918 in Berlin; † 24. Oktober 2003 in Berlin) war ein deutscher Architekt und Stadtplaner der Nachkriegszeit. Er gehörte zur Kriegsgeneration, die West-Berlin wieder aufbaute.

## Leben
Hans Bandel wurde in Berlin-Steglitz geboren. Sein Vater, Franz Bandel, war Buchprüfer und stammte aus Ostpreußen, seine Mutter Charlotte Bandel geborene Pudolleck, kam aus Fürstenwalde. Im Mai 1951 heiratete Hans Bandel in Berlin Gabriele geb. Schultz. Ihre drei Töchter Sibylle, Anne und Christine wurden 1952, 1958 und 1963 geboren.
Hans Bandel starb 2003 im Alter von 84 Jahren in seiner Wohnung in Berlin-Charlottenburg. Sein Grab befindet sich auf dem Waldfriedhof Dahlem.

## Ausbildung und frühe Arbeitsjahre
Nach seiner Zimmererlehre von 1937 bis 1939, die er mit dem Gesellenbrief abschloss, wurde er im November 1939 zum Kriegsdienst einberufen. Er diente im 3. Eisenbahnbataillon für drei Jahre in Frankreich und für zweieinhalb Jahre in der Sowjetunion. Im Winter 1945 nahm er das Architekturstudium bei Klaus Müller-Rehm an der Hochschule für Bildende Künste in Berlin auf. Nach Abschluss des Studiums 1951 arbeitete er als freier Mitarbeiter im Büro von Sep Ruf in München. 1953 kehrte er nach Berlin zurück, um als Mitarbeiter bei Klaus Müller-Rehm tätig zu werden.

## 1956–1996
Der Start als selbstständiger Architekt gelang ihm 1956 mit dem 1. Preis im Architekturwettbewerb für die – heute unter Denkmalschutz stehende – Carl-Sonnenschein-Schule in Berlin-Tempelhof. 1961 erhielt er en Kunstpreis der Stadt Berlin in der Sparte Architektur „junge Generation“. Nachdem er die Grundschule am Mariendorfer Dardanellenweg und mehrere Wohn- und Geschäftshäuser errichtet hatte, wirkte er in den 1960er Jahren maßgeblich am Bau der Neuköllner Großsiedlung Gropiusstadt mit. Er gilt als konzeptioneller Vermittler zwischen Walter Gropius und dem Berliner Senat bei ihrer Realisierung. Gemeinsam mit Rolf Gutbrod entwickelte er das Baukonzept für den östlichen Teil der Siedlung. Ab 1976 übernahm er die Ausführung des von Walter Gropius entworfenen Bauhaus-Archivs am Landwehrkanal, als Kontaktarchitekt war er Koordinator für Walter Gropius und dessen Büro The Architects Collaborative (TAC) in Cambridge (Massachusetts).
„Das Bauen im Bestand bildet einen Schwerpunkt in Bandels spätem Bauschaffen. So verwirklichte er Anfang der achtziger Jahre an der Trebbiner Straße 6 ein Betriebsgebäude für die BVG.“
Sein besonderes Interesse galt der Stadtplanung, der er in zahlreichen Projekten, wie dem Objekt Cunostraße in Berlin-Wilmersdorf, besondere Aufmerksamkeit widmete.
Bauen fasste Bandel immer als Dienst an der Stadt und ihren Bewohnern auf. Die Architekturkritiker ließen sich seiner Meinung nach zu sehr von den Fassaden der Häuser beeindrucken. Zu selten werde darauf geachtet, ob auch die Räume im Gebäudeinneren geglückt seien: „Architektur ist vor allem das Schaffen von Räumen“.
Suche nach Klarheit der Form, auch im kleinsten Baudetail, und nach abwechslungsreicher Raumwirkung der Innen- und Außenräume prägte Bandels Architektur. Unübersehbar war die einst provozierende 'Bauhaus-Architektur' für ihn Richtschnur und Messlatte. Besonders die Frage der Grundrisse im engen Korsett des sozialen Massenwohnungsbaus forderte ihn immer heraus.

## Archiv
Die Entwürfe der wichtigsten gebauten Gebäude befinden sich in der Berlinischen Galerie, seine Studenten- und seine Studienarbeiten, die ihn nach der Schließung seines Büros bis kurz vor seinem Tod beschäftigten, befinden sich im Architekturmuseum der Technischen Universität Berlin.

## Bauten und Entwürfe in Berlin (Auswahl)
- Carl-Sonnenschein-Schule in Berlin-Mariendorf, 1956
- Berliner Ausstellung AMK in  Berlin-Charlottenburg, 1962[8]
- Helmuth-James-von-Moltke-Schule in Berlin-Charlottenburg, 1962[9]
- Wohnungsbau in der Gropiusstadt, BBR, 1964[10]
- Einkaufszentrum Wutzky, BBR, 1964[11]
- Haus Bandel in Berlin-Dahlem, 1965
- Wohnungsbau an der Waldsassener Straße in Berlin-Marienfelde, 1967
- Bauhaus-Archiv in Berlin-Schöneberg, 1975–1977[12]
- Wohnungen an der Cunostraße in Berlin-Schmargendorf, 1978
- BVG-Bürogebäude und Werkstatt, Trebbiner Str. 6, 1980–1982
- Wohnungen am Woltmansweg in Berlin-Lichterfelde, 1982
- Bürogebäude für Bendzko Immobilien, 1991–1992[13]
- Ergänzungsbau für den Straßenbahnhof Köpenick, 1994–1996[1]

## Schriften
- (mit Dittmar Machule): Die Gropiusstadt. Der städtebauliche Planungs- und Entscheidungsvorgang. Kiepert, Berlin 1974, ISBN 3-920597-20-6.